# MagBeam
MagBeam (Magnetized-beam plasma propulsion oder Magnetisierter Plasmastrahlen-Antrieb) ist die Bezeichnung für ein theoretisches Rückstoßsystem in der Raumfahrt. Angeregt hat die aktuelle Arbeit der Professor Robert M. Winglee am Earth and Space Sciences Department der University of Washington in Seattle (Washington). Diese hat das NASA Institute for Advanced Concepts (NIAC) aufgegriffen, nachdem Winglee im Jahr 2005 das Konzept auf einem jährlichen NIAC-Kongress vorgestellt hat. So erhielt der Student Andrew Bingham an der Clarkson University in Clarkson (New York) einen Förderpreis des NIAC für seine Arbeit zum MagBeam.
Der Ansatz ist dabei die Überlegung, dass Ionenantriebe, MOA oder ähnliche Antriebstechniken an Bord eines Raumfahrzeugs nur einen geringen Schub entwickeln können und daher über einen sehr langen Zeitraum beschleunigt werden müssen. Dies macht die Triebwerke für zukünftige bemannte Raumflüge zu entfernteren Zielen, wie beispielsweise dem Mars oder zum Saturnmond Titan, eher ungeeignet. Wollte man einen größeren Schub erreichen, so wären deutlich schwerere Triebwerke und eine größere Stützmasse erforderlich. Dies wirkt sich jedoch negativ auf die Größe des Fahrzeugs aus, was aber wieder größeren Schub erforderlich machen würde. Diesem Dilemma kann dadurch entgangen werden, dass man den Antrieb vom Fahrzeug trennt, eine Strategie, die auch beim Lightcraft-Konzept verfolgt wird, allerdings beim MagBeam mit überschaubarerem Energieaufwand. Beim MagBeam soll der antreibende Strahl in Raumstationen erzeugt werden, nach dem Konzept denkbare Standorte solcher Stationen sind ein Erdorbit und ein Saturnorbit. Eine erdgebundene Antriebseinheit ist nicht denkbar, da diese Art der Antriebe nur im Vakuum funktioniert.   
Die ursprüngliche Idee des Antriebs stammt aus dem Science-Fiction-Roman „Mote in God's Eye“ von Larry Niven und Jerry Pournelle, der in englischer Originalausgabe erstmals im Jahr 1975 erschienen ist.